# Сергов, Алексей Иванович
Алексе́й Ива́нович Серго́в (6 января 1914 года — 15 июля 1990 года) — советский военный лётчик, генерал-майор авиации (18.02.1958), участник Советско-финской и Великой Отечественной войн. Герой Советского Союза (1943).

## Биография
Родился 6 января 1914 года в Одессе в семье рабочего. Окончил 2 курса железнодорожного техникума и аэроклуб, работал мастером модельщиком по дереву.
В РККА с 1937 года. В 1938 году окончил Борисоглебскую военную авиационную школу (ныне — Борисоглебский учебный авиационный центр подготовки лётного состава имени В. П. Чкалова). Участвовал в Советско-финской войне.
Участник Великой Отечественной войны с июня 1941 года, в этом же году вступил в ВКП(б). С самого начала войны и до января 1943 года Сергов воевал в составе 17-го истребительного авиационного полка, а с 3 января 1943 года он был назначен штурманом 508-го истребительного авиационного полка 205-й истребительной авиационной дивизии 5-го истребительного авиационного корпуса 2-й воздушной армии Воронежского фронта.
К июлю 1943 года майор Сергов совершил 331 боевой вылет, лично сбил 10 и 17 в группе вражеских самолётов (по данным наградного листа), за что был представлен к званию Героя Советского Союза. По данным исследования М. Ю. Быкова, подтверждены из них 7 сбитых лично и в группе 16 самолётов .
Указом Президиума Верховного Совета СССР от 28 сентября 1943 года за образцовое выполнение боевых заданий командования на фронте борьбы с немецко-фашистскими захватчиками и проявленные при этом мужество и героизм Сергову Алексею Ивановичу было присвоено звание Героя Советского Союза.
7 мая 1944 года за боевые заслуги, проявленные в боях, 508-й истребительный авиационный полк был преобразован в 213-й гвардейский Одерский орденов Богдана Хмельницкого и Александра Невского истребительный авиационный полк. Сергов 9 мая 1944 года был назначен командиром 21-го гвардейского Черкасского Краснознамённого истребительного авиационного полка.
За всю войну Сергов совершил 366 боевых вылетов, участвовал в 72 воздушных боях, в которых лично сбил 15 немецких самолётов и 19 — в группе (подтверждены 12 личных и 16 групповых побед).
После победы продолжил службу в ВВС СССР. В 1945-1947 годах — командир 1-го гвардейского истребительного авиационного полка. В 1951 году он окончил Высшие лётно-тактические курсы усовершенствования офицерского состава, а в 1957 году — Военную академию Генерального штаба.
В 1960 году Сергов ушёл в запас в звании генерал-майора. Жил в Одессе, до ухода на пенсию работал начальником курсов областного управления торговли.
Скончался 15 июня 1990 года. Похоронен в Одессе на Таировском кладбище.

## Награды
- Герой Советского Союза (28 сентября 1943 года):
  - медаль «Золотая Звезда» № 1496,
  - орден Ленина;
- три ордена Красного Знамени (13.9.1942, 22.10.1944, 25.4.1945)[3];
- два ордена Отечественной войны I степени (12.5.1945, 11.3.1985)[3];
- три ордена Красной Звезды (6.11.1941, …, …)[3];
- другие награды.